# Rettenbach (Rote Traun)
Die Rettenbach ist ein Fließgewässer in der Gemeinde Siegsdorf im Landkreis Traunstein in Bayern.
Der Bach entsteht nördlich der A 8 als Lengwiesbach. Nach dem Zusammenfluss mit dem Kressenbach bei Bernbichl wird er als Rettenbach bezeichnet.
Nach weiterem westwärtigem Lauf nimmt er von rechts den Wellnerbach auf.
Bei Sankt Johann mündet der Rettenbach von links in die Rote Traun.